# Людмил Христосков
Людмил Владимиров Христосков е български учен-сеизмолог, академик на Българската академия на науките.
Автор и съавтор на над 270 научни публикации и 10 монографии. В периода от 1952 година е информатор, секретен сътрудник на Държавна сигурност, отдел III – II с псевдоними Величков и Нено и на РУ – ГЩ.

## Биография
Людмил Христосков е роден на 12 май 1936 година. Завършва геофизичната специалност на Висшия минно-геоложки институт. Специализирал в Русия и Япония. Доктор на физическите науки.
Повече от 40 години работи в секция „Сеизмология“ на Геофизичния институт на БАН. Бил е ръководител на секция „Сеизмология“, както и заместник-директор и директор на Геофизичния институт.
От 1977 година е преподавател по физика на сеизмичните вълни и сеизмология във Физическия факултет на Софийския университет „Климент Охридски“. Професор от 1986, академик от 2003 година. Член на Международната асоциация по сеизмология и физика на земните недра, Европейската сеизмологична комисия, Международния студентски институт (Токио).
Носител е на ордените „Св. св. Кирил и Методий“ II и I степен.
Людмил Христосков умира на 29 март 2023 година.